# Нильсен, Клаус Бёрге
Клаус Бёрге Нильсен (дат. Claus Børge Nielsen, род. 21 октября 1961, Скиве) — датский боксёр. На летних Олимпийских играх 1988 года выступал в тяжёлом весе среди мужчин, проиграл Тому Глесби из Канады.

## Результаты боёв
В период с 1986 по 1988 годы Клаус Нильсен провёл четыре поединка:
В таблице перечислены результаты всех поединков боксёров.
В каждой строке указан результат поединка. Дополнительно номер поединка обозначен цветом, который обозначает итог поединка. Расшифровка обозначений и цветов представлена в нижеследующей таблице.
| Пример | Расшифровка                     |
| ------ | ------------------------------- |
|        | Победа                          |
|        | Ничья                           |
|        | Поражение                       |
|        | Планируемый поединок            |
|        | Поединок признан несостоявшимся |
| КО     | Нокаут                          |
| ТКО    | Технический нокаут              |
| PTS    | Решение судей (по очкам)        |
| UD     | Единогласное решение судей      |
| MD     | Решение большинства судей       |
| SD     | Раздельное решение судей        |
| RTD    | Отказ от продолжения боя        |
| DQ     | Дисквалификация                 |
| NC     | Поединок признан несостоявшимся |

| Бой | Рекорд | Дата             | Возраст | Соперник                    | Возраст соперника | Место боя                                                     | Результат      | Данные о бое                                                                                                |
| --- | ------ | ---------------- | ------- | --------------------------- | ----------------- | ------------------------------------------------------------- | -------------- | --- |
| 4   | 1(2)-0 | 22 сентября 1988 | 26 лет  | Том Глесби (0-2-0)          | 19 лет            | Спортивный студенческий центр Джамсил, Сеул, Республика Корея | RSCH1 (3) 2:17 | Олимпийские игры — тяжёлый вес — первый раунд. Бой остановлен рефери в первом раунде из-за ударов в голову. |
| 3   | 1(1)-0 | 3 июня 1987      | 25 лет  | Арнольд Вандерлиде (11-3-0) | 24 года           | Дворец спорта, Турин, Италия                                  | UD3 (3)        | Чемпионат Европы — тяжёлый вес — четвертьфинал. Единодушное решение судей. Проигрыш по очкам 5-0.           |
| 2   | 0(1)-0 | 13 марта 1987    | 25 лет  | Веслав Дыла (5-3-0)         | 23 года           | Роскилле, Дания                                               | SD3 (3)        | Встреча Дания — Польша. Победа раздельным решением судей.                                                   |
| 1   | дебют  | 11 мая 1986      | 24 лет  | Арнольд Вандерлиде (11-3-0) | 23 года           | Reno-Sparks Convention Center, Рино, Невада, США              | PTS2 (3)       | Чемпионат мира среди любителей — тяжёлый вес — второй раунд. Проигрыш по очкам 5-0.                         |